# کارلوس دلگادو (بازیکن فوتبال، زاده ۱۹۹۰)
کارلوس دلگادو (انگلیسی: Carlos Delgado؛ زادهٔ ۲۲ آوریل ۱۹۹۰) بازیکن فوتبال اهل اسپانیا است.
از باشگاه‌هایی که در آن بازی کرده‌است می‌توان به باشگاه فوتبال رکریتیوو اوئلوا، باشگاه فوتبال لگانس، و باشگاه فوتبال اسپارتا روتردام اشاره کرد.